# Matilde Martínez Domínguez
Matilde Martínez Domínguez (Nocedo, Quiroga, 7 de juny de 1952 - Barcelona, 19 de juny de 1987) fou una futbolista gallega, considerada una de les precursores del futbol femení a Catalunya.
Establerta a Barcelona, començà la seva trajectòria esportiva l'any 1971 com a migcampista amb la Unió Deportiva Atlètica Gramenet i després jugà a la Unió Esportiva Sant Andreu, amb el qual disputà el Campionat de Catalunya de futbol. Posteriorment, fundà el Futbol Femení Catalunya, amb el qual guanyà les dues primeres Lligues catalanes (1980-81, 1981-82), essent-ne la capitana. Morí el juny de 1987 en l'atemptat terrorista d'Hipercor.